# Delnice, Kroatien
Delnice är en stad i nordvästra Kroatien. Staden har 4 451 och kommunen 6 858 invånare (2001). Delnice utgör den största orten i Gorski kotar och ligger Primorje-Gorski kotars län.

## Orter i kommunen
Delnice utgör huvudorten i kommunen med samma namn. I kommunen finns förutom Delnice följande 54 orter: Bela Vodica, Belo, Biljevina, Brod na Kupi, Crni Lug, Čedanj, Dedin, Donja Krašićevica, Donje Tihovo, Donji Ložac, Donji Okrug, Donji Turni, Gašparci, Golik, Gornja Krašićevica, Gornje Tihovo, Gornji Ložac, Gornji Okrug, Gornji Turni, Grbajel, Guče Selo, Gusti Laz, Hrvatsko, Iševnica, Kalić, Kočičin, Krivac, Kupa, Kuželj, Leska, Lučice, Mala Lešnica, Malo Selo, Marija Trošt, Plajzi, Podgora Turkovska, Požar, Radočaj Brodski, Raskrižje Tihovo, Razloge, Razloški Okrug, Sedalce, Srednja Krašićevica, Suhor, Ševalj, Turke, Vela Voda, Velika Lešnica, Zagolik, Zakrajc Turkovski, Zalesina, Zamost Brodski, Zapolje Brodsko och Zelin Crnoluški.

## Historia
Delnice nämns för första gången i ett dokument från 24 februari 1482 utfärdat av Sabor i Zagreb. Dokumentet gör gällande att knezen Stjepan Frankopan och hans son inte får ta ut skatter från de handelsmän som färdas över Frankopans ägor i Delnice och Gorski kotar.
I samband med parlamentet i Cetin 1527 kom staden formellt att sortera under den habsburgska kronan. Lokalt dominerades staden även fortsättningsvis av den kroatiska adelsfamiljen Frankopan. 1544 övergick Frankopans ägor till familjen Zrinski. Ständiga osmanska anfall under 1500-talet där Delnice och andra bergsbyar brändes ner ledde till att lokalbefolkning tog sin tillflykt till andra områden. Under ledning av familjen Zrinski återbefolkades området i början av 1600-talet. Delnice byggdes upp igen fast på en annan plats än den gamla byn.
Stadens och områdets vidare utveckling hejdades i samband med Zrinski-Frankopankonspirationen 1670 då Zrinskis ägor i staden beslagtogs av kejsaren Leopold I. Uppförandet av en ny väg från Rijeka (via Bakar) till Karlovac som förbigick Delnice ledde till vidare recession och avbefolkning av staden. Ett vägbygge 1811 och ett järnvägsbygge 1873 ledde till att livet återvände och Delnice fick en ekonomisk tillväxt.

## Kommunikationer
Vid Delnice finns anslutningsväg till motorvägen A6 som i östlig riktning leder mot huvudstaden Zagreb och i västlig riktning mot Rijeka och Kvarnerbukten.